# Piotrowice (powiat łowicki)
Piotrowice – wieś w Polsce położona w województwie łódzkim, w powiecie łowickim, w gminie Bielawy.
W latach 1975–1998 miejscowość należała administracyjnie do województwa skierniewickiego.
Przez miejscowość przebiega droga wojewódzka nr 703.